# Misogada canota
Misogada canota är en fjärilsart som beskrevs av William Schaus 1937. Misogada canota ingår i släktet Misogada och familjen tandspinnare. Inga underarter finns listade i Catalogue of Life.